# Kultwagen
Kultwagen sind Fahrzeuge unterschiedlicher Größe und Bauart, die bei religiösen Zeremonien verwendet wurden. Die ältesten Darstellungen und Nachbildungen des 4. und 3. Jahrtausends v. Chr. stammen aus Mesopotamien. Kultwagen sind vermutlich auch auf bronzezeitlichen Felsritzungen Schwedens dargestellt. 
In Modellform sind Kultwagen als Grabbeigaben aus der Bronzezeit erhalten, z. B. zwei Deichselwagen in der Burg in Brandenburg, der Sonnenwagen von Trundholm in Dänemark und der Kultwagen von Mérida (Spanien). 

## Kesselwagen
Eine Sonderform der Kultwagen sind die Kesselwagen (Acholshausen (Bayern), Milavče (Böhmen)), deren Fahrgestelle ein Gefäß tragen. Kesselwagen sind eine in nur wenigen Exemplaren bekannte, aber weiträumig verteilte archäologische Fundgattung aus der Bronzezeit. Die größte Gemeinsamkeit besteht in der zierenden Gestaltung, zumeist durch Vögel in Verbindung mit den symbolträchtigen Vierspeichen-Rädern. 

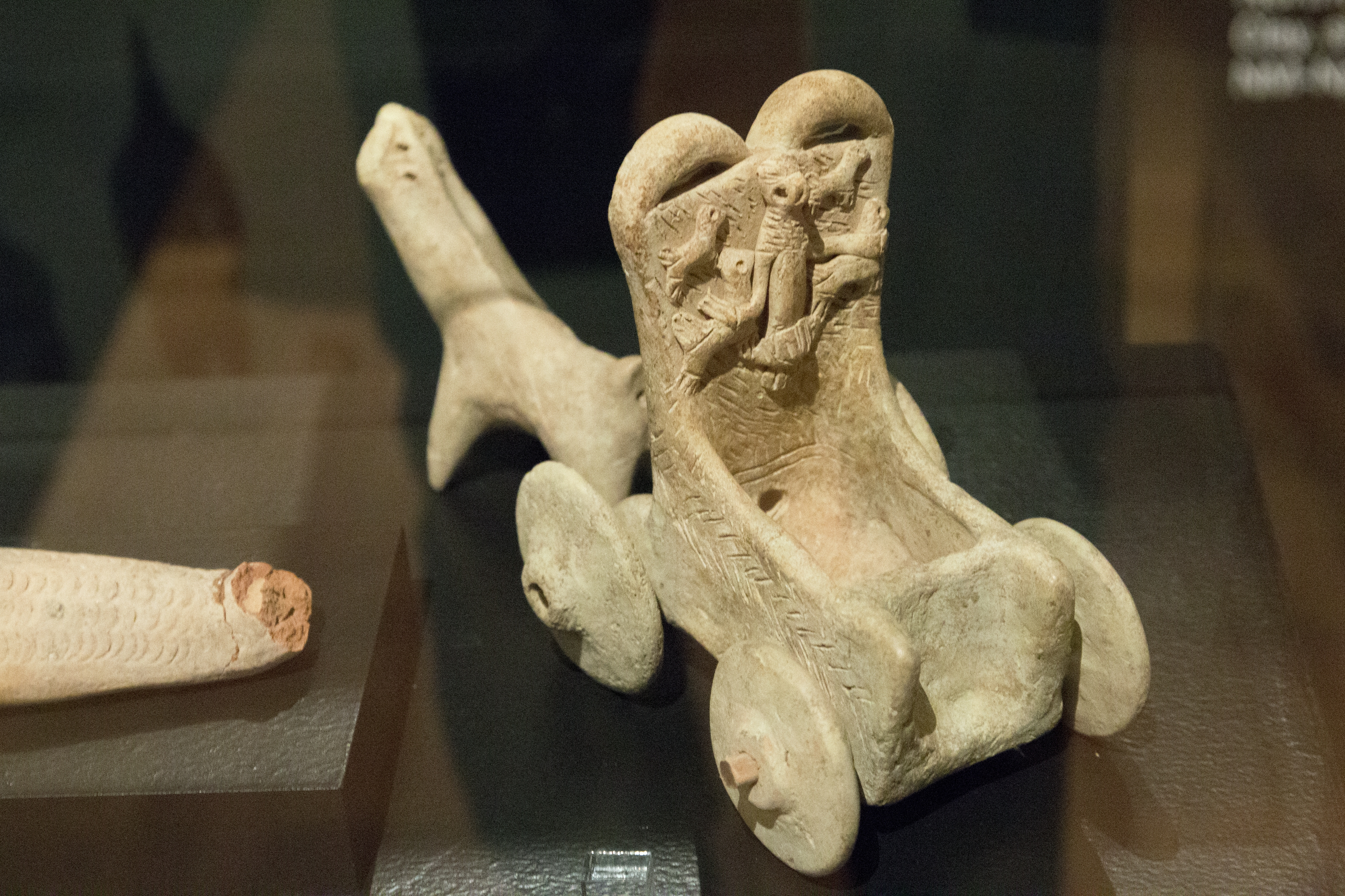
Alter Kultwagen aus Syrien
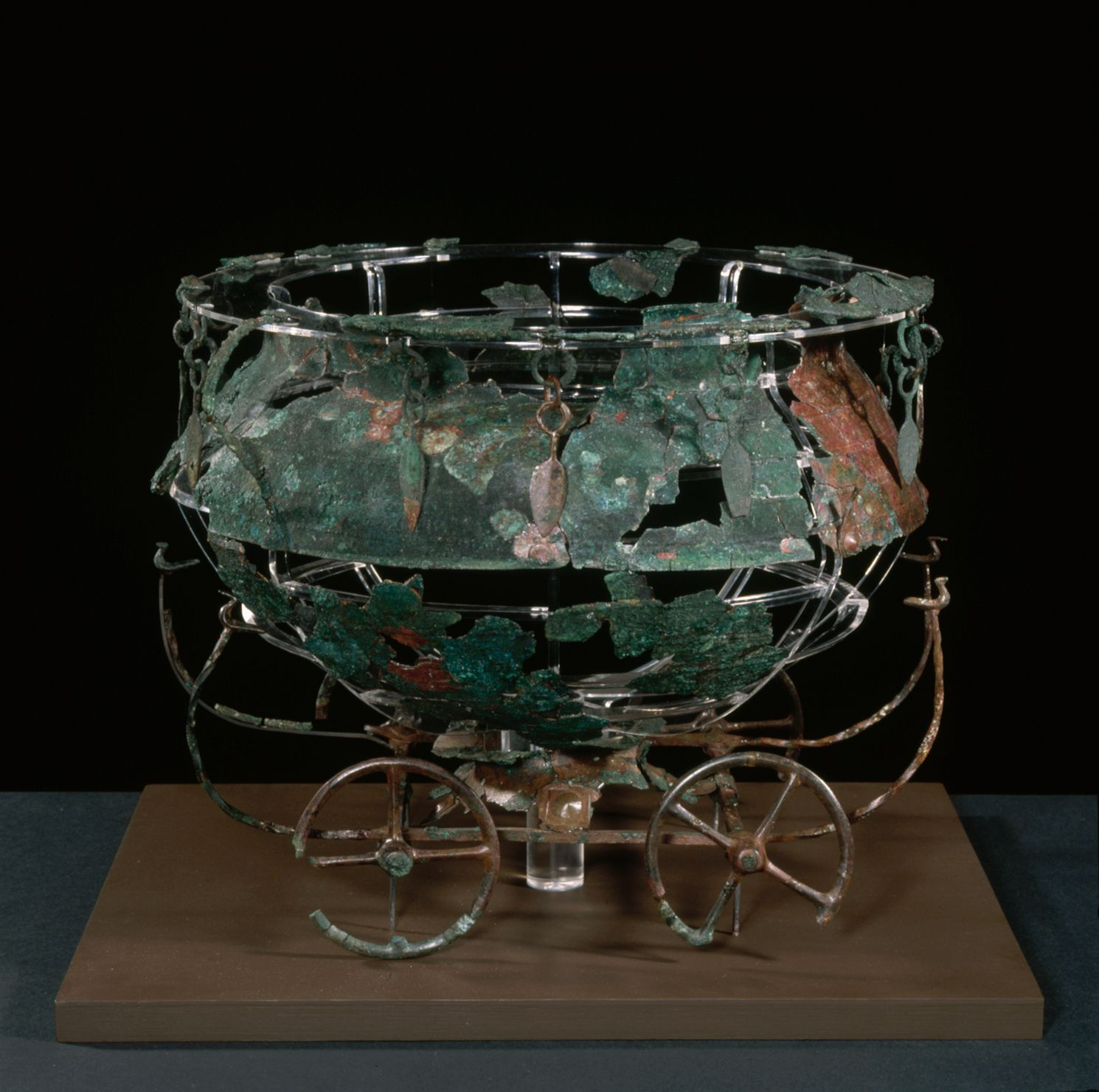
Kultwagen von Skallerup
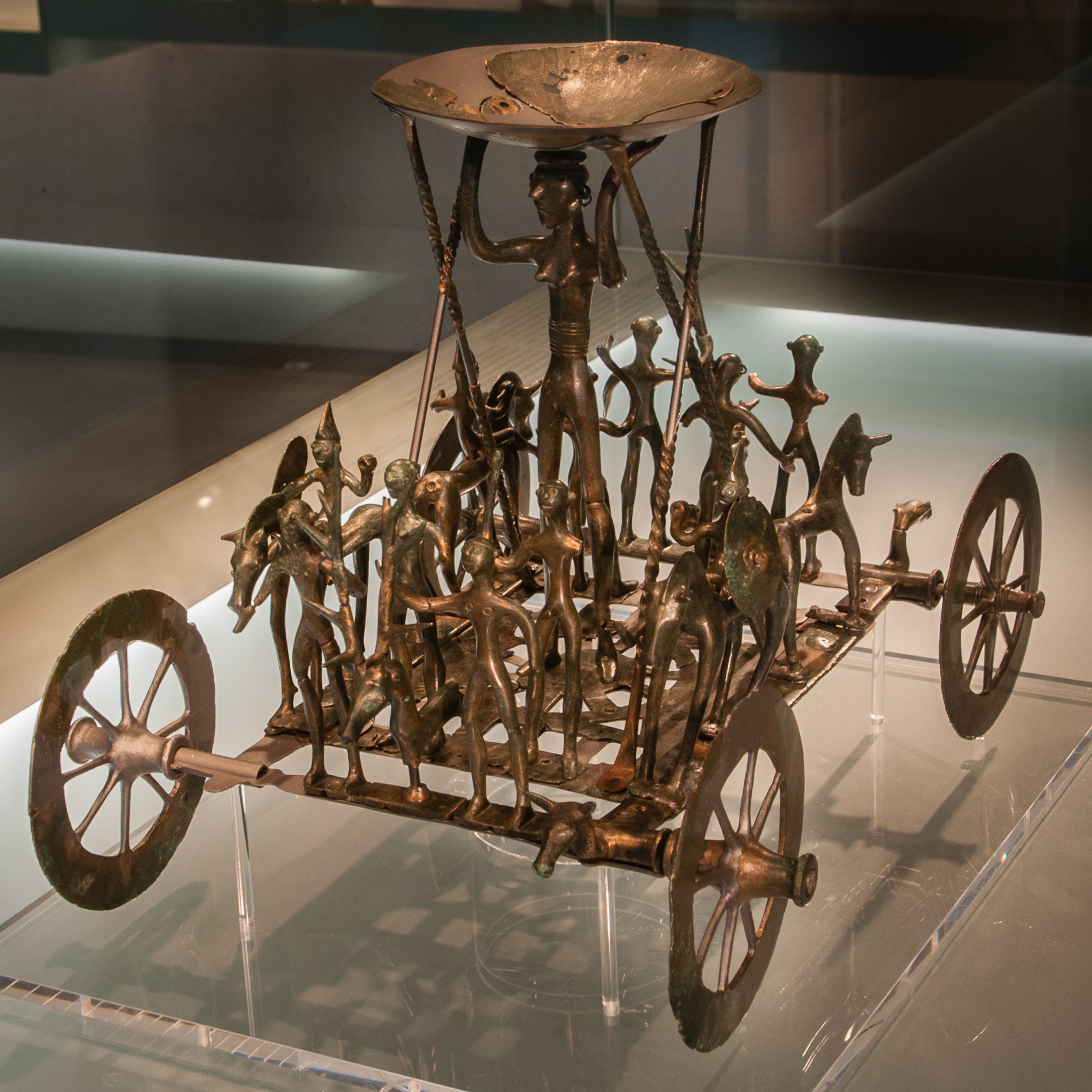
Kultwagen von Strettweg
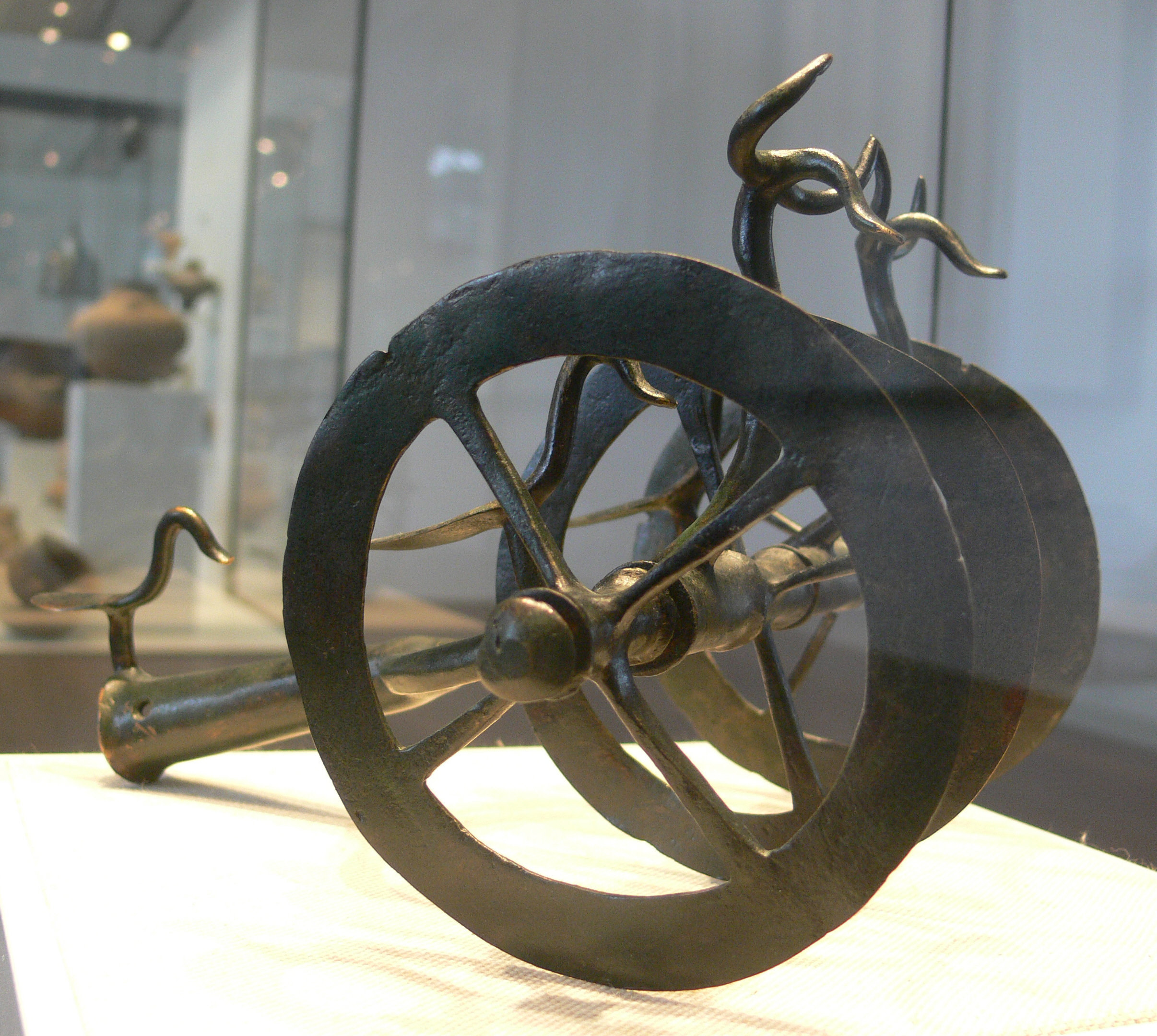
Kultwagen von Burg (Spreewald)
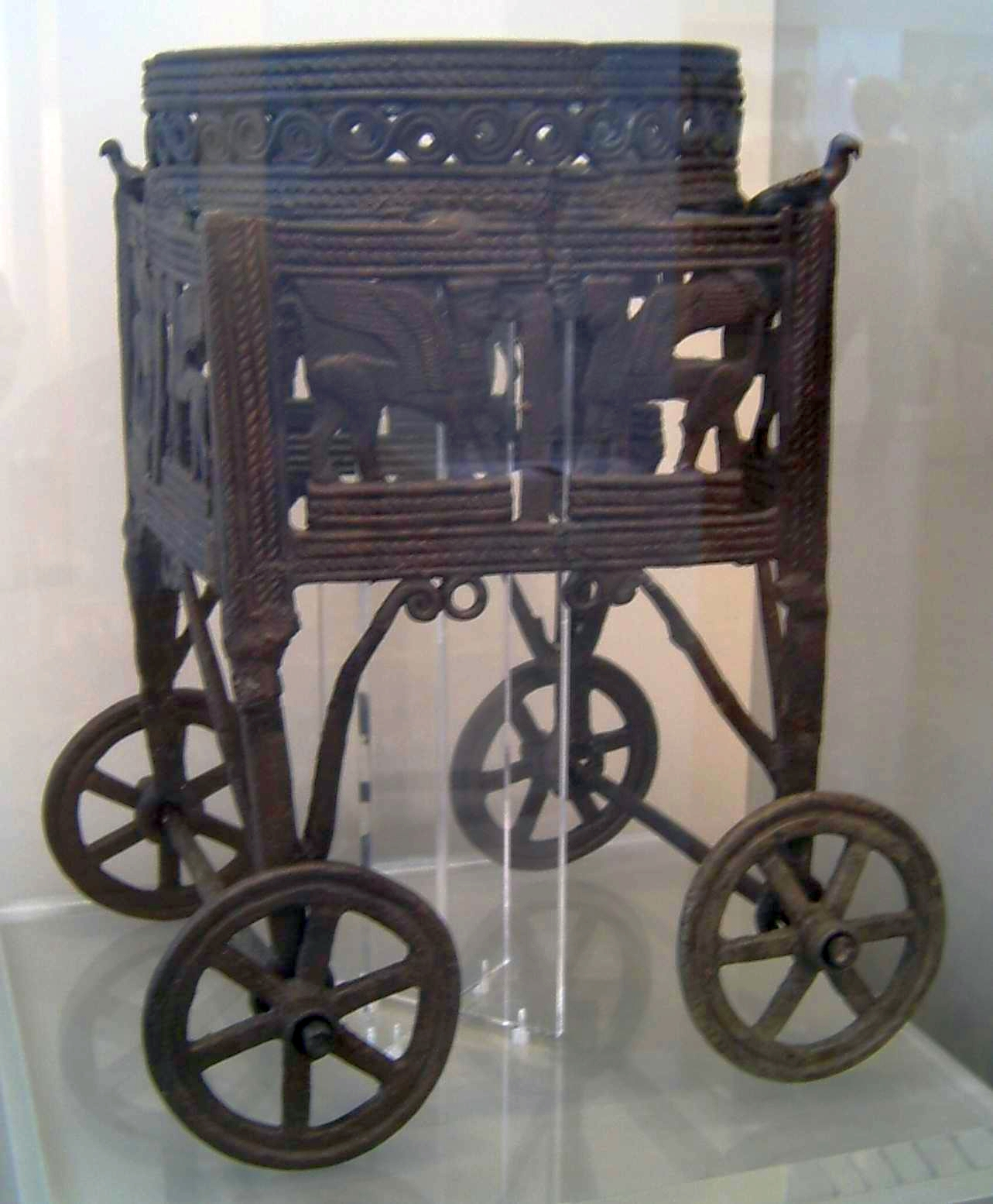
Spätzyprischer Wagen aus Kition
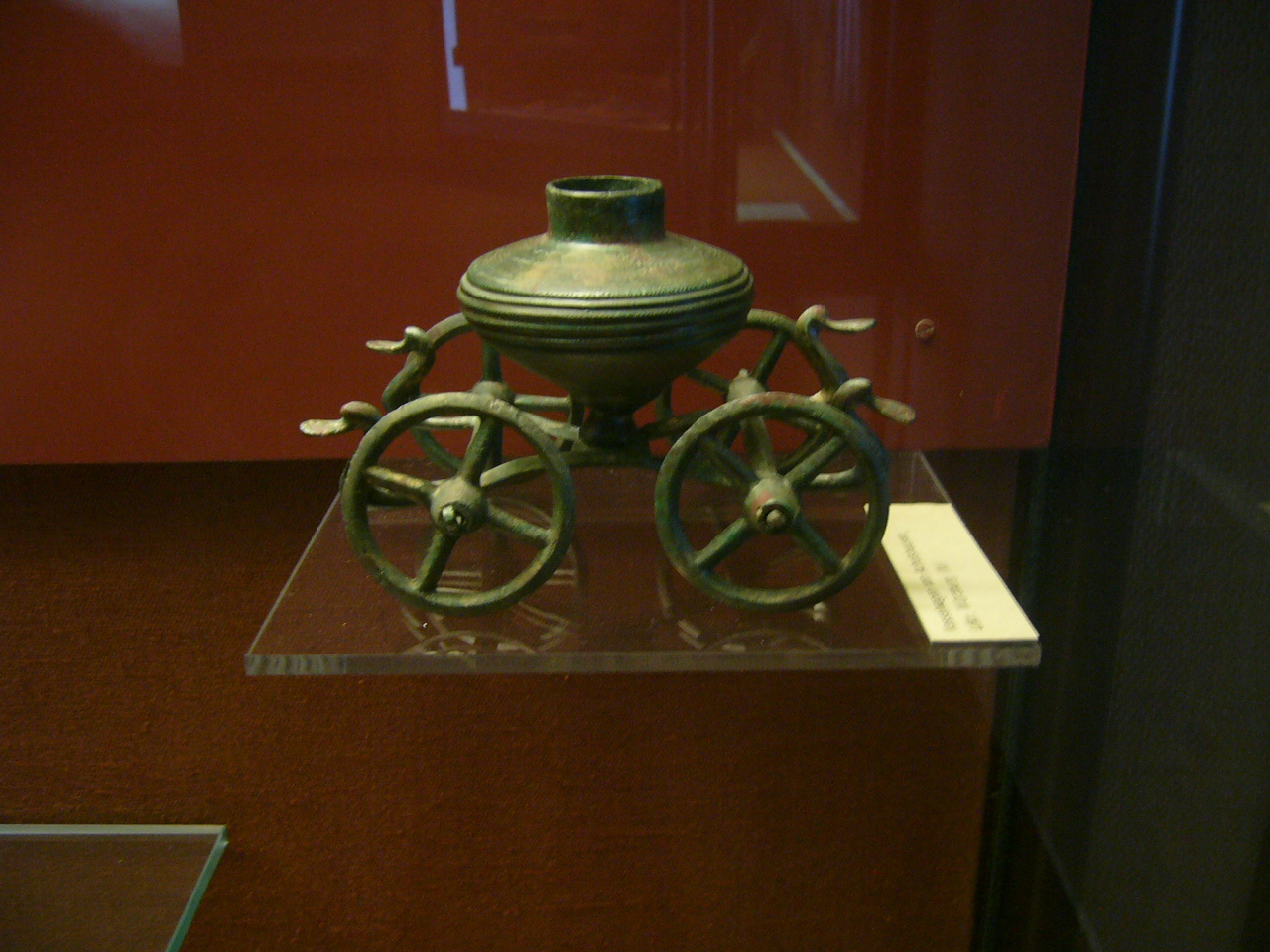
Kultwagen von Acholshausen
Kultwagen von Peckatel

Am bekanntesten sind die Kultwagen von Acholshausen in Bayern, Kition auf Zypern, Peckatel in Mecklenburg-Vorpommern, Skallerup auf Seeland in Dänemark und Strettweg in Österreich.

## Beispiele

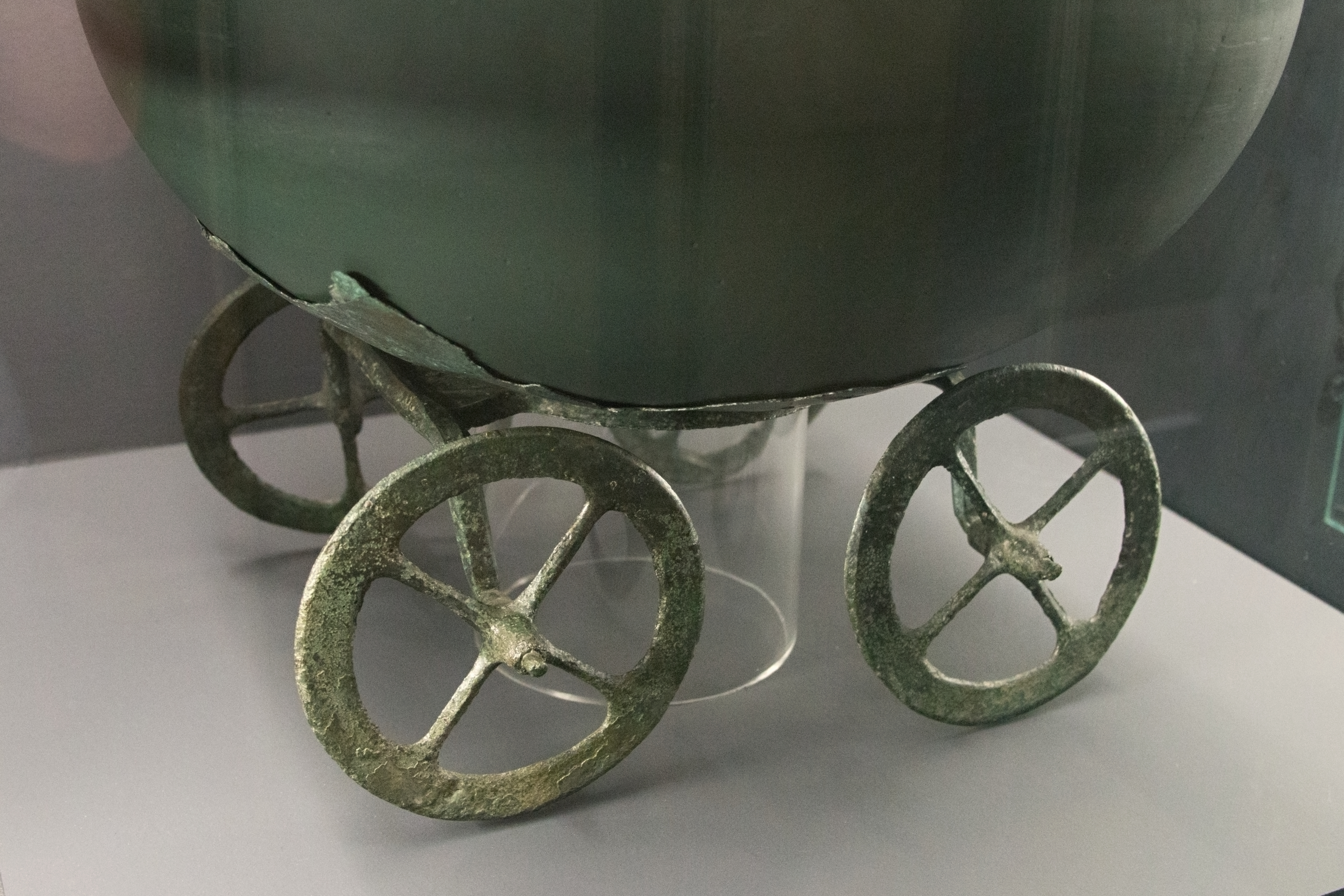
Kesselwagen von Milavče (dt. Milawetsch) in Böhmen

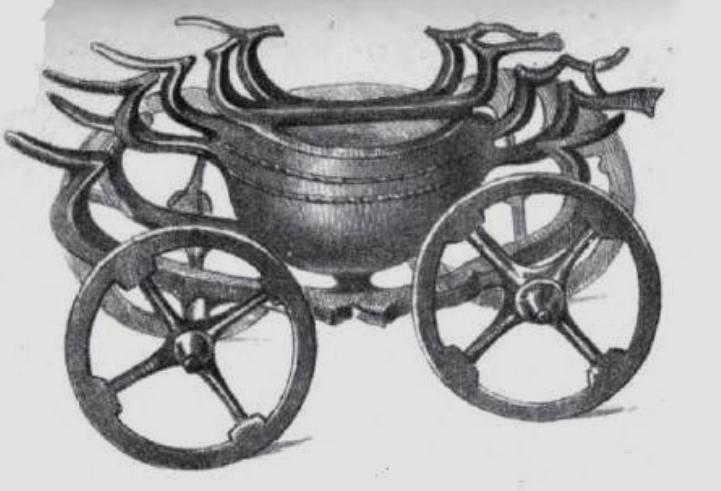
Kesselwagen von Orăștie, Rumänien

Der 1970 bei Acholshausen (Landkreis Würzburg) in einem Steinkammergrab gefundene 40 cm hohe bronzene Kultwagen ist ein sehr gut erhaltenes Exemplar der Urnenfelder-Kultur von etwa 1000 v. Chr. Der Kultwagen mit Vogelfiguren und vierspeichigen Rädern steht im "Museum für Franken" in Würzburg.
Im ostmediterranen Raum kennen wir den zyprischen Kesselwagen (von Kition) aus der Spätbronzezeit 11.–12. Jahrhundert mit überaus reichlichem Figurenschmuck (Vogelfiguren).
Einzigartige ist ein Kessel von 40 cm Durchmesser auf dem Kesselwagen mit vierspeichigen Rädern aus Bronze aus dem Grab eines Kriegers in Milavče in Böhmen auf vierrädrigem Chassis, heute in den Sammlungen des Nationalmuseums. 
Eine Besonderheit stellt der 33,5 cm hohe Kesselwagen von Peckatel (Landkreis Ludwigslust-Parchim) dar, der zum Symbol der Landesarchäologie Mecklenburg-Vorpommerns wurde. Weniger bekannt ist, dass gemeinsam mit diesem Kultobjekt ein goldener Armring gefunden wurde. Der Kesselwagen hat vier 10,6 cm hohe vierspeichige Räder.
Ein ähnliches Gefährt wurde in 1895 in Skallerup auf Seeland in Dänemark in einem Grabhügel gefunden. Es enthielt die verbrannten Knochen eines in einem Holzsarg Beigesetzten. Vom Rand des Kessels hängen an vier kurzen Ketten bronzene Klapperbleche herab. 
Das aus Ton gefertigte Kultwägelchen von Dupljaja, Banat (Dupljajska kolica, die Wagen aus Dupljaja), ist mit drei vierspeichigen Rädern ausgestattet, wobei die beiden hinteren den etwa halbkugelförmigen Wagenkasten tragen und das dritte Rad vorne zwischen zwei Entenvögeln, die das Gespann darstellen, angebracht ist. Auf dem Vorderteil des Wagenkastens, dessen Oberfläche mit einem eingeritzten vierspeichigen Rad versehen ist, sitzt ein weiterer Wasservogel. Im Wagen steht ein männliches tönernes Idol, das mit reichen Ritzverzierungen, die offenbar die Tracht darstellen sollen, bedeckt ist.
Im Jahr 1851 wurde bei Planierungsarbeiten in Strettweg in Österreich ein hallstattzeitliches Fürstengrab gefunden. Die reichhaltige figürliche Zier hebt den in diesem Grab aufgefundenen Strettweger Wagen aus der Masse der eher schmucklosen spätbronzezeitlichen Exemplare heraus. Der Figurenschmuck auf dem Wagen stellt nach Expertenmeinung eine Opferprozession dar.

## Zweck
Manche Prähistoriker glauben, dass Kesselwagen bei religiösen Zeremonien mit Wasser gefüllt und klappernd umhergefahren wurde, um Regen herbeizuzaubern. Der Kesselwagen wird mit magisch-kultischen Handlungen in Zusammenhang gebracht.